# Raphaël Evehe Divine
Raphaël Evehe Divine, né le 24 octobre 1964, est un ancien arbitre camerounais de football, qui a été arbitre international de 2000 à 2009. Depuis 2010, il occupe le poste d'officier chargé du Développement de l'Arbitrage à la Fédération Camerounaise de Football (FECAFOOT).

## Carrière
Il a officié dans des compétitions majeures :
- Coupe du monde de football des moins de 17 ans 2001 (2 matchs)
- CAN 2002 (1 match)
- CAN 2004 (2 matchs)
- JO 2004 (2 machs)
- CAN 2006 (2 matchs)
- Ligue des champions de la CAF 2007 (finale aller)
- CAN 2008 (1 match)
- Coupe du Cameroun de football 2009 (finale)